# Idealisme (international politik)
Idealisme er en meget central retning inden for international politik. 
Idealismen er kendetegnet ved at dele tre liberale grundforestillinger: troen på fremskridtet, troen på fornuften hos den enkelte samt troen på demokratiet som den vigtigste grundpille i samfundet. Hos idealismen er der tale om, at verdens tilstand gennemgår en udvikling mod en mere og mere fredelig tilstand. Denne starter i det rene anarki , for at gå over i regimedannelser , kollektiv sikkerhed og til sidst et sikkerhedsfællesskab. I takt med at graden af fornuft, oplysning, demokrati og interdependens stiger, vil denne udvikling finde sted. Der er altså tale om en lineær historieopfattelse. 
Det er staternes fornuft der gør dem villige til at lære af tidligere fejl, og dermed sikre fremskridt. Idealisten mener at staterne på sigt vil fralægge sig en høj grad af suverænitet til overstatslige instanser, bl.a. i takt med den stigende interdependens, og at de derfor vil kæmpe for nogle interesser der er ens for alle. Dermed mister den enkelte stat dens egen interesse i at bekrige et andet land. 
For idealismen står som sagt demokratiet som noget meget værdifuldt. Man har udviklet den såkaldte demokratitese, som bygger på det fact at ingen helt igennem demokratiske lande på noget tidspunkt har været i krig indbyrdes. Dette skyldes i høj grad at demokratiet er bygget op om fredelige konfliktløsninger (flertalsløsninger m.v.), og at langt de fleste demokratier deler en række grundlæggende værdier, hvilket gør et samarbejde lettere. Ofte er der knyttet tætte økonomiske bånd mellem demokratierne. Dette sker typisk gennem en stor samhandel, men det kan også ske som blandt de lande der har valgt at tilhøre eurozonen, og altså dele valuta. De tætte økonomiske bånd medfører interdependens.
Idealismen som den er kendt i dag, er i høj grad eksponeret af Francis Fukuyama, der i 1992 skrev sit hovedværk med titlen ”The End of History and the Last Man” . I denne argumenterer han for at historien som en ideologiernes kamp har nået sin endestation, med den kolde krigs afslutning og herved den endelige sejr til det liberale demokrati.
Som svar på idealismen er senere udviklet realismen. Denne kan med rimelighed siges at være en direkte modsætning til idealismen, og har af mange været betragtet som den førende retning indenfor international politik, siden afslutningen på 2. verdenskrig.
Fælles for liberalismeteorierne er, at hvor realister ser staten som den eneste centrale aktør i international politik, vægter idealisterne/liberalisterne også de ikke-politiske processor i og på tværs af staten som f.eks. teknologisk udvikling og handel. Den teknologiske udvikling og handel vil skabe en øget interdependens mellem landene og fred vil dermed blive en rationel følge af at krig mod ét land vil skade alle. Og netop begrebet rationalitet er vigtigt, når man skal forstå liberalismens menneskesyn.
Liberalismen har et positivt menneskesyn. Mennesket er rationelt agerende og i stand til at lære af erfaringen. Det vil gennem refleksion og videnskab opnå indsigt i krigens irrationalitet. Herunder argumenteres der af bl.a. Jeremy Bentham for, at krige ikke udspringer af et ønske fra befolkningens side, men derimod af usikre regeringer/eliters magtbehov. Når folket bliver oplyst, vil de forstå krigens irrationalitet samt at målene for de forskellige lande er forenelige med hinanden (af Bentham set som de liberale frihedsrettigheder som ejendomsret, frihed ex.). Når vi forstår dette, vil vi også ”det gode/det rigtige”, fordi mennesket grundlæggende er moralsk. Dette forudsætter selvfølgelig demokrati, så folkets interesse kan blive repræsenteret og regeringerne holdes i ave. 
Forskellige idealister/liberalister betoner disse dele af idealisme/liberalisme teorien forskelligt. Under et kan man opsummere at idealister/liberalister har et fremskridtsorienteret syn på international politik, dvs. fred og udvikling er en mulighed. Visse idealisme/liberalisme teoretikere kæder desuden fremskridts troen sammen med fremkomsten af overnationale institutioner hvor de enkelte lande frivilligt samarbejder og definere et regelsæt, der sætter rammerne om en fredelig verden.